# Iwaniwka (hromada Rajiwka)
Iwaniwka (ukr. Іванівка) – wieś na Ukrainie, w obwodzie dniepropetrowskim, w rejonie synelnykowskim, w hromadzie Rajiwka. W 2001 liczyła 130 mieszkańców.